# 琳恩·喬斯菲克
琳恩·喬斯菲克(Line Kjørsvik，1975年12月29日—)，挪威花式撞球職業選手。
2012年世界排名第二十三。

## 比賽成績
- 2003年Gauteng女子撞球9號球聯盟冠軍
- 2006年歐洲盃9號球冠軍
- 2006年安麗盃世界女子花式撞球錦標賽第5名
- 2007年安麗盃世界女子花式撞球錦標賽第17名
- 2010年安麗盃世界女子花式撞球錦標賽第9名
- 2011年安麗盃世界女子花式撞球公開賽前16強第2輪淘汰

## 特殊事蹟
- 2006年WPA世界排名第28名